# Дениз Бронцети
Дениз Бронцети (итал. Denise Bronzetti; 12. децембар 1972) је политичарка из Сан Марина. Члан је Великог и генералног савета Сан Марина. Рођена је у Сан Марину, удата је и има двоје деце. Изабрана је за капетана-регента Сан Марина 1. октобра 2012. заједно са Теодореом Лонфернинијем.

## Биографија
По занимању је дипломирани филолог а радила је као службеник. У политику је ушла 2003. као члан омладине Социјалистичке партије. Од 1998. се налазила на више државних функција попут комесара комисије за проблеме интеграције мера за законску једнакост и једнаке шансе и секретара секретаријата за правду. Била је и у савету директора синдиката Радничка конфедерација Сан Марина. За посланика је изабрана 2006. на листи Партије социјалиста и демократа а за председника странке у јулу 2009. Члан је бројних парламентарних комисија.